# Rajd Giro d’Italia 1978
Rajd Giro d'Italia 1978 (6. Giro d'Italia) – rajd samochodowy rozgrywany we Włoszech od 13 do 18 października 1978 roku. Była to czternasta runda Rajdowych Mistrzostw Świata w roku 1978 (zaliczana tylko do tzw. Pucharu FIA Kierowców, nie producentów). Rajd został rozegrany na nawierzchni asfaltowej. Bazą rajdu było włoskie miasto Turyn.

## Klasyfikacja generalna[2]
| Miejsce | Nr  | Kierowca         | Pilot             | Samochód             | Czas      | Strata   | Pkt WRC |
| ------- | --- | ---------------- | ----------------- | -------------------- | --------- | -------- | ------- |
| 1       | 506 | Markku Alén      | Ilkka Kivimäki    | Lancia Stratos HF    | 3:56:51.6 |          | 9       |
| 2       | 511 | Carlo Facetti    | Massimo De Antoni | Porsche 935          | 3:58:39.2 | +1:47.6  | 6       |
| 3       | 433 | Leo Pittoni      | Sergio Cresto     | Lancia Stratos HF    | 4:09:42.7 | +12:51.1 | 4       |
| 4       | 428 | Michèle Mouton   | Françoise Conconi | Fiat 131 Abarth      | 4:14:30.2 | +17:38.6 | 3       |
| 5       | 291 | Riccardo Patrese | Piero Sodano      | Fiat Ritmo 75 Abarth | 4:19:56.5 | +23:04.9 | 2       |
| 6       | 361 | Mario Regis      | Perotto           | Porsche 911          | 4:22:37.2 | +25:45.6 | 1       |
| 7       | 509 | Franco Milano    | Luigi Pozzo       | Porsche 934 RSR      | 4:24:00.4 | +27:08.8 |         |
| 8       | 363 | Roberto Nardini  | Fortini           | Porsche 911          | 4:25:49.0 | +28:57.4 |         |
| 9       | 362 | Pierre Bos       | C. Sandt          | Porsche 911 Carrera  | 4:27:34.0 | +30:42.4 |         |
| 10      | 359 | Marco Curti      | Elmer             | De Tomaso Pantera    | 4:28:18.0 | +31:26.4 |         |

## Punktacja

### Klasyfikacja  FIA Cup for Rally Drivers (WRC)
| Lp | Producent           | Pkt.    |
| -- | ------------------- | ------- |
| 1  | Markku Alén         | 52 (56) |
| 2  | Jean-Pierre Nicolas | 22      |
| 3  | Hannu Mikkola       | 21      |
| 4  | Walter Röhrl        | 12 (21) |
| 4  | Michèle Mouton      | 12      |

- Uwaga: Tabela obejmuje tylko pięć pierwszych miejsc.